# The Diary of Jane
"The Diary of Jane" é uma canção da banda de rock americana Breaking Benjamin. Foi lançado em junho de 2006 como o primeiro single de seu terceiro álbum de estúdio, Phobia. A canção, uma das mais notáveis e bem-sucedidas da banda, foi a mais rápida adicionada na história da Hollywood Records. A canção ganhou uma quantidade enorme de reprodução de rádio em todo os Estados Unidos e alcançou o número um abaixo de três paradas de rock. O single foi certificado 3× Platinum nos Estados Unidos em 5 de setembro de 2019. Para a banda, é o single de maior sucesso em termos de vendas com base nisso em seu país de origem.

## Desempenho nas paradas musicais
| Parada musical (2005)                       | Posições |
| ------------------------------------------- | -------- |
| Estados Unidos - Hot Mainstream Rock Tracks | 2        |
| Estados Unidos - Alternative Songs          | 4        |
| Estados Unidos - Digital Songs              | 34       |
| Estados Unidos - Pop Songs                  | 46       |
| Estados Unidos - Billboard Hot 100          | 50       |